# Heinrich Thörner
Heinrich Thörner (* 6. März 1893 in Langsdorf; † 22. April 1983 in Maintal-Bischofsheim) war ein deutscher Elektroingenieur und Unternehmer.

## Leben
Heinrich Thörner wurde am 6. März 1893 in Langsdorf in Oberhessen geboren. Sein Vater, Jean Thörner, war Inhaber der Maschinenbau-Werkstätte Langsdorf.
Heinrich Thörner besuchte ein Realgymnasium in Gießen und studierte nach dem Abitur Elektrotechnik an der TH Darmstadt. In seiner Studienzeit wurde er 1912 Mitglied in der Darmstädter Burschenschaft Germania. Ab 1914 nahm er als Kriegsfreiwilliger am Ersten Weltkrieg teil. Nach Ende des Krieges setzte er sein Studium an der TH Darmstadt fort. Heinrich Thörner legte im Oktober 1920 seine Diplomprüfung ab.
Nach dem Diplom war er einige Jahre Assistent bei Karl Wirtz am Lehrstuhl für Meß- und Hochfrequenztechnik. Ab 1922 war er für zwei Jahre Assistent bei Waldemar Petersen am Lehrstuhl für Elektrotechnik II und Hochspannungstechnik. Im Mai 1924 wechselte er zur AEG in Frankfurt/M. und begann seine Industrietätigkeit.
Im Jahre 1933 folgte er seinem früheren Lehrer Petersen nach Berlin und wurde in die Hauptverwaltung der AEG versetzt. Es folgten verschiedene beruflichen Stationen wie technischer Vorstand des AEG-Büros in Frankfurt/M., Direktor der Abteilung Kraftwerke und Kraftübertragung in Berlin und generalbevollmächtigter im Ressort der Inlandsorganisation. 1942 wurde er stellvertretendes Vorstandsmitglied und nach dem Zweiten Weltkrieg 1949 ordentliches Vorstandsmitglied im Vorstand der AEG.
Nach dem Zweiten Weltkrieg war er langjähriges Mitglied im Präsidium des Zentralverbandes der Elektrotechnischen Industrie (ZVEI). 1952 wurde Thörner zum 1. Vorsitzenden des Verband der Elektrotechnik, Elektronik und Informationstechnik (Amtsantritt 1. Januar 1953) gewählt. Von 1955 bis 1962 war er Präsident des ZVEI. 1966 schied er aus dem Dienst der AEG altersbedingt aus.
Thörner war zweimal verheiratet. Aus erster Ehe sind eine Tochter, aus der zweiten zwei Töchter und ein Sohn hervorgegangen.
Heinrich Thörner ist am 22. April 1983 im Alter von 90 Jahren verstorben. Er wurde auf dem Friedhof beim Kloster Arnsburg in Lich/Oberhessen begraben.

## Ehrungen
- 1950: Ehrensenator der TH Darmstadt
- 1952: Verleihung der Philipp-Reis-Plakette
- 1953: Verleihung der Dr. Ing. e. h. der TH Darmstadt
- 1958: Inhaber der Ehrenplakette der Stadt Frankfurt am Main
- 1960: Verleihung des Großen Verdienstkreuzes der Bundesrepublik Deutschland
- Träger des Großen Verdienstkreuzes des Landes Niedersachsen
- Ehrenpräsident des Zentralverbandes der Elektronischen Industrie